# Tikisuchus romeri
Il tikisuco (Tikisuchus romeri) è un rettile estinto, appartenente ai rauisuchi. Visse nel Triassico superiore (Carnico, circa 228 - 230 milioni di anni fa) e i suoi resti fossili sono stati ritrovati in India.

## Descrizione
Questo animale doveva essere di grosse dimensioni, e si suppone che potesse sfiorare i 4 metri di lunghezza. Come tutti i rauisuchi, Tikisuchus era dotato di una testa massiccia armata di denti aguzzi, e di un corpo sorretto da lunghi arti possenti. Rispetto ad altri rauisuchi, il cranio di Tikisuchus era molto grande: la lunghezza del cranio era il 40% circa della lunghezza dell'area presacrale (dalla base del cranio alla regione sacrale). Il cranio era alto e dotato di una regione posteriore allargata, mentre il muso era stretto. I denti di Tikisuchus erano grandi, ricurvi e seghettati. Come altri rauisuchi, Tikisuchus era dotato di due file di osteodermi (scudi ossei) lungo il dorso. Ogni osteoderma era rettangulare e si articolava saldamente con quelli accanto. In altri rauisuchi gli osteodermi possedevano forme diverse (a foglia, soprattutto). 

## Classificazione
Tikisuchus romeri è un rappresentante dei rauisuchidi, un gruppo di arcosauri predatori tipici del Triassico, marcatamente terrestri. I fossili vennero ritrovati nella formazione Tiki nel distretto di Shahdol in India. L'epiteto specifico, romeri, è in onore del famoso paleontologo Alfred Sherwood Romer, che era presente durante le operazioni di scavo ma che morì prima della descrizione ufficiale, avvenuta nel 1987. Tikisuchus fu il primo rauisuco scoperto in Asia ed è conosciuto solo a un fossile comprendente il cranio e alcune ossa postcraniche, probabilmente appartenenti a un giovane. 

## Paleoecologia
Tikisuchus era un predatore terrestre; condivideva l'habitat con alcuni fitosauri (Volcanosuchus, Palaeorhinus), un dinosauro teropode, un anfibio temnospondilo metoposauride e un rincosauro (Paradapedon). La fauna assomigliava a quella del Keuper della Germania. L'abbondanza di predatori nella formazione Tiki era possibile a causa delle numerose specie di prede presenti.  